# Komisariat Straży Granicznej „Rajgród”
Komisariat Straży Granicznej „Rajgród” – jednostka organizacyjna Straży Granicznej pełniąca służbę ochronną na granicy polsko-niemieckiej w latach 1928–1939.

## Geneza
Na wniosek Ministerstwa Skarbu, uchwałą z 10 marca 1920, powołano do życia Straż Celną. Od połowy 1921 jednostki Straży Celnej rozpoczęły przejmowanie odcinków granicy od pododdziałów Batalionów Celnych. Proces tworzenia Straży Celnej trwał do końca 1922. Komisariat Straży Celnej „Tworki”, wraz ze swoimi placówkami granicznymi, wszedł w podporządkowanie Inspektoratu Straży Celnej „Grajewo”.
1 czerwca 1921 w Tworkach, Rydzewie i Przestrzelach stacjonowały jeszcze placówki 1 kompanii celnej 2 batalionu celnego. Na przełomie roku 1921/1922 ochronę granicy państwowej w tym rejonie od pododdziałów 2 batalionu celnego przejęła Straż Celna.
W drugiej połowie 1927 przystąpiono do gruntownej reorganizacji Straży Celnej. W praktyce skutkowało to rozwiązaniem tej formacji granicznej.
Rozkazem nr 1 z 12 marca 1928 w sprawach organizacji Mazowieckiego Inspektoratu Okręgowego Straży Granicznej Naczelny Inspektor Straży Celnej gen. bryg. Stefan Pasławski powołał komisariat Straży Granicznej „Rajgród”, który przejął ochronę granicy od rozwiązywanego komisariatu Straży Celnej. 

## Formowanie i zmiany organizacyjne
Rozporządzeniem Prezydenta Rzeczypospolitej Polskiej Ignacego Mościckiego z 22 marca 1928, do ochrony północnej, zachodniej i południowej granicy państwa, a w szczególności do ich ochrony celnej, powoływano z dniem 2 kwietnia 1928 Straż Graniczną.
Rozkazem nr 1 z 12 marca 1928 w sprawach organizacji Mazowieckiego Inspektoratu Okręgowego Naczelny Inspektor Straży Celnej gen. bryg. Stefan Pasławski przydzielił komisariat „Rajgród” do Inspektoratu Granicznego nr 1 „Stawiska” i określił jego strukturę organizacyjną. 
Na podstawie rozkazu Mazowieckiego Inspektora Okręgowego nr 5 z 11 maja 1928, rozpoczęto organizację podkomisariatu „Janówka”. Z komisariatu „Rutki Stare” wyłączono placówki I linii „Korytki” i „Grabówka”, a placówkę II linii „Janówka” wraz z posterunkiem informacyjnym zorganizowano od podstaw.
Rozkazem Mazowieckiego Inspektora Okręgowego nr 7 z 25 maja 1928 komisariat „Tworki” Przeniesiony został do Rajgrodu. Kierownictwo komisariatu czasowo powierzono kierownikowi komisariatu Rutki Stare. Podkomisariat „Janówka” został podporządkowany komisariatowi „Rajgród”.
Rozkazem nr 9 z 18 października 1929 w sprawie reorganizacji mazowieckiego Inspektoratu Okręgowego dowódca Straży Granicznej płk Jan Jur-Gorzechowski określił numer i nową strukturę komisariatu.
Rozkaz komendanta Straży Granicznej płk. Jana Jura-Gorzechowskiego z 10 maja 1938 w sprawie terminologii w odniesieniu do władz i jednostek formacji, wydany w związku z rozkazami KSG z 25 i 29 kwietnia 1938, przemianował inspektoraty graniczne na obwody Straży Granicznej z dodaniem nazwy miejscowości, w której jednostka stacjonuje. Jednocześnie nakazał używanie w stosunku do kierowników komisariatów i placówek nowych terminów: „komendant komisariatu” i „dowódca placówki”. Komisariat wszedł w skład struktury Obwodu Straży Granicznej „Łomża”.
Rozkazem nr 2 z 16 stycznia 1939 w sprawie przejęcia odcinka granicy polsko-niemieckiej od Korpusu Ochrony Pogranicza na terenie Mazowieckiego Okręgu Straży Granicznej oraz przekazania Korpusowi Ochrony Pogranicza odcinka granicy na terenie Wschodniomałopolskiego Okręgu Straży Granicznej, komendant Straży Granicznej płk Jan Gorzechowski  przydzielił komisariat do Odwodu SG „Suwałki”, wydzielił placówkę I linii „Młynek” z komisariatu „Raczki”  i przydzielił go do komisariatu „Rajgród”.
W kwietniu 1939 rozpoczęto formowanie plutonu wzmocnienia w sile 1 oficer i 60 szeregowych. Pluton przeznaczony był do prowadzenia działań wojennych. Przeszkolony był w niszczeniu przepraw mostowych i blokowaniu przemarszu kolumn wojskowych. Na jego wyposażeniu znajdowało się około 20 min i 40 kg materiałów wybuchowych. Pluton mógł być wykorzystany też do działań patrolowych w rejonie komisariatu, pełnienia dyżurów w komisariacie, ochrony obiektów, w tym magazynów amunicji i materiałów wybuchowych w rejonie komisariatu . Na krótko przed wybuchem wojny komisariat zostały dodatkowo wzmocnione oddziałami Przysposobienia Wojskowego . Na czas wojny został podporządkowany dowódcy 1 pułku Ułanów Krechowieckich ppłk. Janowi Litewskiemu. Jego zadaniem było wsparcie obrony kierunku Augustów – Białobrzegi . W przypadku silnego naporu wojsk niemieckich komisariat miał stawiać opór i niszcząc przeprawy wycofać się przez Woźną Wieś, w rejon wsi Sosnowo – Dębowo i bronić tam przeprawy na Kanale Augustowskim .

## Służba graniczna
W 1928 komisariat ochraniał odcinek granicy państwowej długości około 33 kilometrów. Jego prawa granica rozpoczynała się od słupa granicznego nr 203, dalej m. Jankielówka, Podworonowo do m. Sucha Wieś. 
Lewa granica do słupa granicznego nr 164, dajej m. Kołaki (wył.), do m. Danowo Nowe (wył.). 
Po reorganizacji komisariat ochraniał odcinek granicy państwowej długości około 21 kilometrów.
Komisariat mieścił się w Rajgrodzie przy ulicy Piłsudskiego 34. We wrześniu 1938 biuro komisariatu przeniesiono do domu Piłsudskiego 29.
Sąsiednie komisariaty
- KOP (kompania graniczna KOP „Filipów” ⇔ komisariat Straży Granicznej „Grajewo” − 1928
- komisariat Straży Granicznej „Janówka” ⇔ komisariat Straży Granicznej „Grajewo” − październik 1929

## Komenda komisariatu
| Kierownicy/komendanci           | Kierownicy/komendanci | Kierownicy/komendanci    | Kierownicy/komendanci         |
| stopień                         | imię i nazwisko       | okres pełnienia służby   | kolejne stanowisko            |
| ------------------------------- | --------------------- | ------------------------ | ----------------------------- |
| podkomisarz                     | Stefan Michalewicz    | IX 1828 –                |                               |
| aspirant                        | Czesław Gąsowski      | był 1 I 1933 –           |                               |
| komisarz                        | Wacław Romiszewski    | był w II 1937 – 8 V 1937 | kierownik komisariatu Grajewo |
| komisarz                        | Edward Makowski       | 8 V 1937 -               |                               |
| przodownik                      | Marian Kęszycki       | – 30 IV 1939             |                               |
| komisarz                        | Edward Makowski       | 1 – 28 V 1939            | kwatermistrz O SG „Cieszyn”   |
| aspirant                        | Władysław Haraziński  | w.z. 15 V 1939 –         |                               |
| Zastępcy komendanta komisariatu |                       |                          |                               |
| przodownik                      | Marian Kęszycki       | – 30 IV 1939             |                               |
| przodownik podchorąży           | Ludwik Kotowski       | 1 V 1939 –               |                               |

## Struktura organizacyjna
Organizacja komisariatu w marcu 1928:
- komenda − Rajgród
- podkomisariat Straży Granicznej „Janówka”
- placówka Straży Granicznej I linii „Korytki”
- placówka Straży Granicznej I linii „Rutki Nowe”
- placówka Straży Granicznej I linii „Kukowo”
- placówka Straży Granicznej I linii „Judziki”
- placówka Straży Granicznej I linii „Okoniówek”
- placówka Straży Granicznej I linii „Skrodzkie”
- placówka Straży Granicznej II linii „Rajgród”
- placówka Straży Granicznej II linii „Janówek”[a]

Organizacja komisariatu w październiku 1929:
- 2/1 komenda − Rajgród
- placówka Straży Granicznej I linii „Popowo”
- placówka Straży Granicznej I linii „Okoniówek”
- placówka Straży Granicznej I linii „Skrodzkie”
- placówka Straży Granicznej II linii „Rajgród”
- placówka Straży Granicznej II linii „Janówek”

Organizacja komisariatu w 1939:
- komenda − Rajgród
- placówka Straży Granicznej I linii „Popowo”
- placówka Straży Granicznej I linii „Okoniówek”
- placówka Straży Granicznej I linii „Skrodzkie”
- placówka Straży Granicznej II linii „Rajgród”
- placówka Straży Granicznej II linii „Sztabin”